# Samholz
Samholz ist ein Ortsteil der oberbayerischen Stadt Ingolstadt. In dem Weiler leben 14 Einwohner (Stand: 1987). 

## Lage
Der Ort liegt im Südwesten des Stadtgebiets auf der südlichen Donauseite zwischen der Herrenschwaige und Knoglersfreude. Statistisch ist er dem Unterbezirk Hundszell zugeordnet. Westlich der Ortschaft schließt sich das Landschaftsschutzgebiet Auwald südlich der Donau an. 

## Geschichte
Die Ortschaft wurde um das Jahr 1865 angelegt. Die Ortsbezeichnung selber ist jedoch deutlich älter und wird erstmals 1580 im Burgfriedensplan von Friedrich Seefried verwendet, vermutlich als Flurname, der auf die Nähe zur Burgfriedensgrenze verweist. In der Bayerischen Uraufnahme sind erstmals Häuser in diesem Bereich vermerkt.